# 1865
1865 (MDCCCLXV) byl rok, který dle gregoriánského kalendáře započal nedělí.

## Události

### Česko
- 6. října – V Praze vzniklo Malostranské gymnázium, později přejmenované na Gymnázium Jana Nerudy.
- 16. října – Společnost Turnovsko-kralupsko-pražská dráha zahájila pravidelný provoz na trati Kralupy–Turnov
- 1. listopadu – Saským královstvím financované Fojtské státní dráhy (Voigtländische Staatseisenbahn) zahájily provoz na trati Herlasgrün – Falkenstein – Oelsnitz – Bad Elster – Cheb, čímž vzniklo první železniční spojení Saska a západních Čech.

### Svět
- 16. ledna – byly založeny noviny San Francisco Chronicle. [1]
- 11. února – svatba bavorského vévody a pozdějšího očního specialisty Karla Teodora Bavorského se saskou královskou dcerou Žofií
- 14. dubna – Atentát na prezidenta USA Abrahama Lincolna
- 9. dubna – Bitva u Appomattoxu, konec americké občanské války mezi Severem a Jihem (od roku 1861)
- 2. července – William Booth založil organizaci Armáda spásy
- 14. července – Angličan Edward Whymper jako první vystoupil na horu Matterhorn.
- 23. prosince – Francie, Belgie, Itálie a Švýcarsko vytvořily Latinskou měnovou unii
- Spojené státy zrušily otroctví; prudký vzrůst cen cukru, který do té doby pěstovali na třtinových plantážích černoši
- Franz von Hruschka představil ve Vídni včelařské veřejnosti svůj vynález medomet

### Probíhající události
- 1861–1865 – Americká občanská válka
- 1861–1867 – Francouzská intervence v Mexiku

## Vědy a umění
- 8. února – Gregor Mendel představil výsledky několikaleté práce a zformuloval Mendelovy zákony dědičnosti, které umožňují vědecké pěstování rostlin a živočichů
- 10. června – V Mnichově měla premiéru opera Richarda Wagnera Tristan a Isolda
- 4. červenec – poprvé publikována Alenka v říši divů od Lewise Carolla
- James Clerk Maxwell zformuloval základní zákony v makroskopické teorii elektromagnetického pole, známé jako Maxwellovy rovnice.
- Založení akciové společnosti Nokia.
- Byly uvedeny do provozu první pásové linky amerických jatek, z nich největší proslulost získaly jatky v Chicagu.

## Narození

### Česko

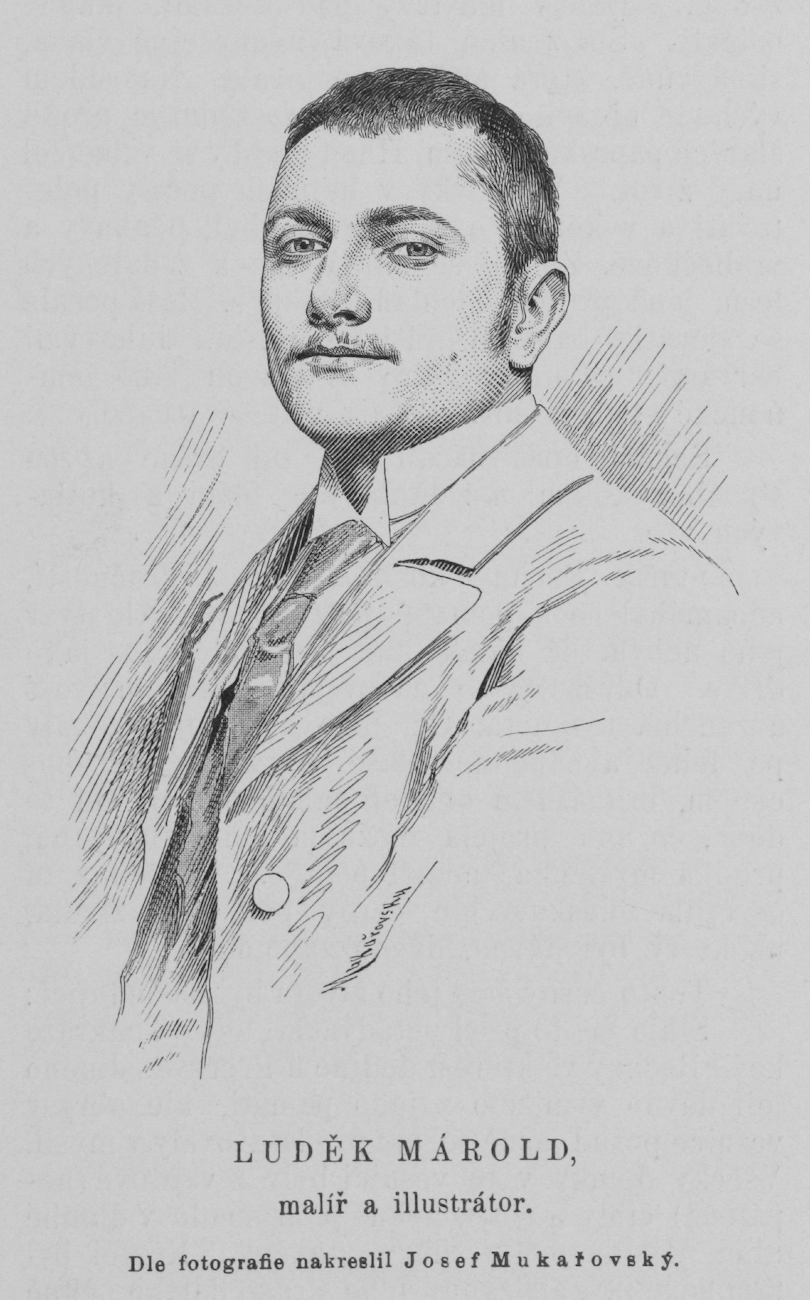
Luděk Marold (* 7. srpna)

- 6. ledna – Václav Panýrek-Vaněk, poštovní úředník a spisovatel († 6. dubna 1939)
- 8. ledna – Arnošt Tvarůžek, kněz a politik († 17. května 1936)
- 11. ledna – Karel Kadlec, právník, spoluautor nepřijatého návrhu ústavy českého státu († 4. prosince 1928)
- 13. ledna – Karel Jonáš, politik († 2. května 1922)
- 22. ledna – Antonín Podlaha, teolog, archeolog, historik umění, biskup († 14. února 1932)
- 25. ledna – Karel Želenský, divadelní herec a režisér († 30. listopadu 1935)
- 27. ledna
  - Matouš Mandl, poslední purkmistr Plzně († 23. prosince 1948)
  - Věnceslav Černý, malíř a ilustrátor († 15. dubna 1936)
- 8. února
  - Isidor Vondruška, kněz, hagiograf a spisovatel († 9. června 1944)
  - František Xaver Harlas, historik umění, malíř a ředitel Muzea hlavního města Prahy († 22. srpna 1947)
- 16. února
  - Miloslav Stieber, profesor dějin soukromého i veřejného práva ve střední Evropě († 14. února 1934)
  - František Jílek, hudební skladatel († 25. ledna 1911)
- 20. února – František Reyl, katolický kněz, sociolog a politik († 16. prosince 1935)
- 21. února – Karel Groš, starosta Prahy († 12. října 1938)
- 10. března – Ernst Zenker, novinář a politik († 18. srpna 1945)
- 20. března – František Bohumil Doubek, malíř a ilustrátor († 26. října 1952)
- 21. března – Josef Prošek, politik († ?)
- 27. března
  - Františka Kyselková, sběratelka lidových písní († 23. července 1951)
  - Jaroslav Václav Vacek, kněz, hudební skladatel a spisovatel († 19. června 1935)
- 28. března – Alois Horák, politik († 31. srpna 1937)
- 1. dubna – František Horák, politik († 27. prosince 1933)
- 6. dubna – Antonín Balšánek, architekt († 22. února 1921)
- 19. dubna – Vojtěch Zavadil, politik († 4. května 1924)
- 24. dubna – Jiří Janda, ornitolog a zakladatel Zoologické zahrady v Praze († 25. srpna 1938)
- 30. dubna – Stanislav Suda, skladatel, flétnista, hudební pedagog († 1. září 1931)
- 21. května – Emanuel Hrubý, politik († 23. prosince 1943)
- 6. června – Jan František Hruška, etnograf a spisovatel († 17. října 1937)
- 16. června – Bohumil Vendler, sbormistr, dirigent, hudební pedagog a skladatel († 26. ledna 1948)
- 6. července – František Krásný, architekt († 14. června 1947)
- 7. srpna – Luděk Marold, malíř († 1. prosince 1898)
- 17. srpna – Franz Palme, československý politik německé národnosti († 2. května 1948)
- 29. srpna – Augustin Kratochvíl, římskokatolický duchovní a historik († 18. srpna 1946)
- 1. září – Karel Vítězslav Mašek, malíř, architekt a ilustrátor († 24. července 1927)
- 17. září – Jaroslav Budínský, politik († 12. května 1939)
- 20. září – Lubor Niederle, slavista, antropolog, etnolog a archeolog († 14. června 1944)
- 25. září – František Kovářík, ministr veřejných prací († 21. července 1942)
- 27. září – Václav Laurin, technik a podnikatel († 4. prosince 1930)
- 7. října – Láďa Novák, malíř († 16. ledna 1944)
- 12. října
  - Rudolf Hotowetz, politik († 16. srpna 1945)
  - Marie Hübnerová, divadelní herečka († 5. srpna 1931)
- 15. října – Metoděj Jahn, prozaik a básník († 14. září 1942)
- 17. října – Josef Vajs, teolog († 2. listopadu 1959)
- 18. října – Vinzenz Kraus, československý politik německé národnosti († 25. března 1926)
- 25. října – Karel Ludvík Klusáček, malíř, ilustrátor a básník († 21. února 1929)
- 29. října – Karl Eugen Schmidt, československý politik německé národnosti († 22. října 1948)
- 30. října – Jan Nepomuk Hrdý, kněz, historiograf a mecenáš († 15. dubna 1946)
- 3. listopadu – Josef Gruber, ministr sociální péče Československa († 2. května 1925)
- 9. listopadu
  - Franz Tobisch, kněz, spisovatel, básník a redaktor († 15. dubna 1934)
  - Alois Ladislav Vymetal, varhaník, hudební skladatel a pedagog († 15. října 1918)
- 21. listopadu – Jan Zvoníček, vynálezce († 26. ledna 1926)
- 25. listopadu – Ondřej Schrutz, profesor epidemiologie a dějin lékařství († 28. prosince 1932)
- 10. prosince – Antonín Dušek, katolický kněz, biskupský vikář († 15. března 1950)
- 12. prosince – Karel Goszler, fotograf († 14. června 1936)

### Svět

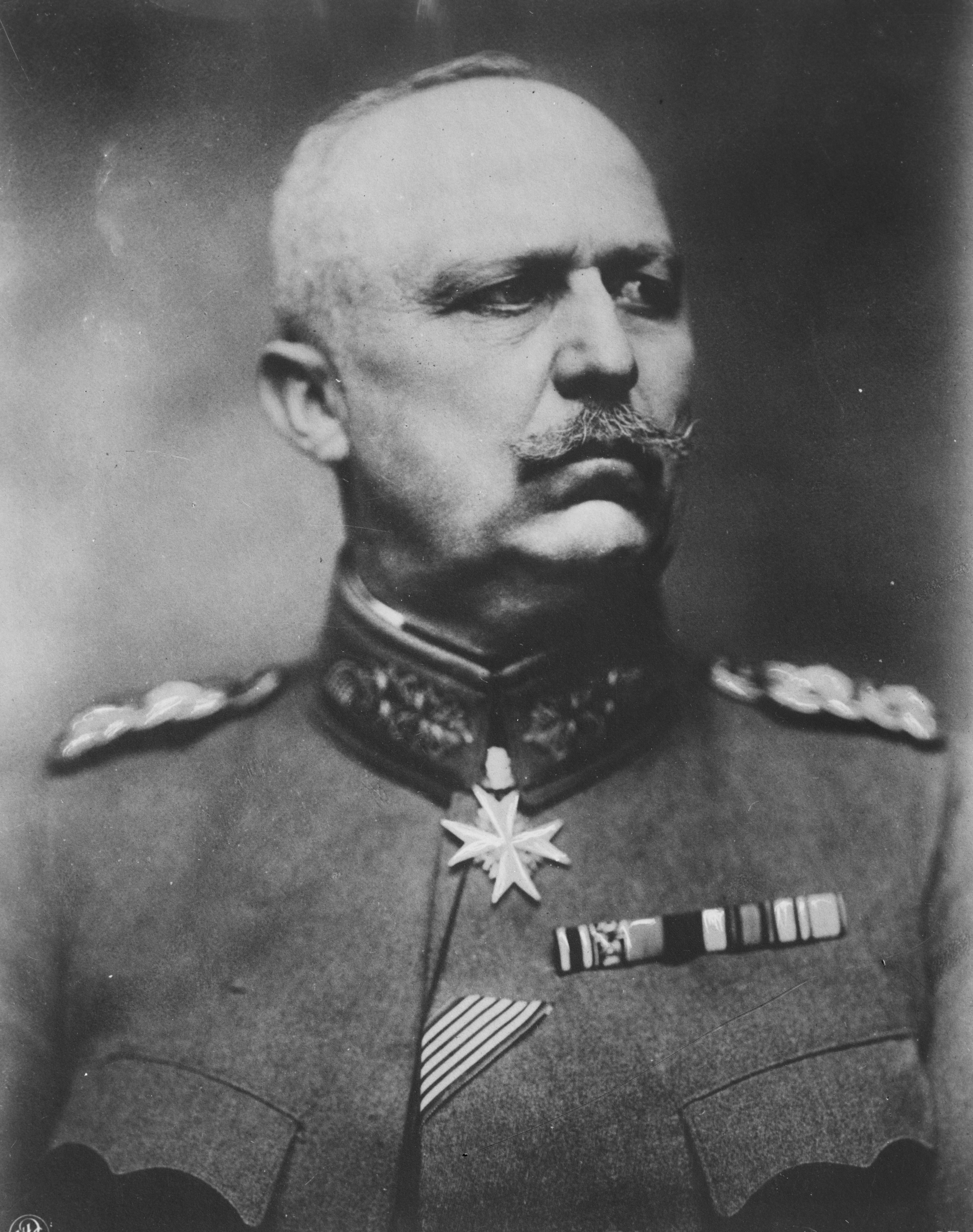
Erich Ludendorff (* 9. dubna)

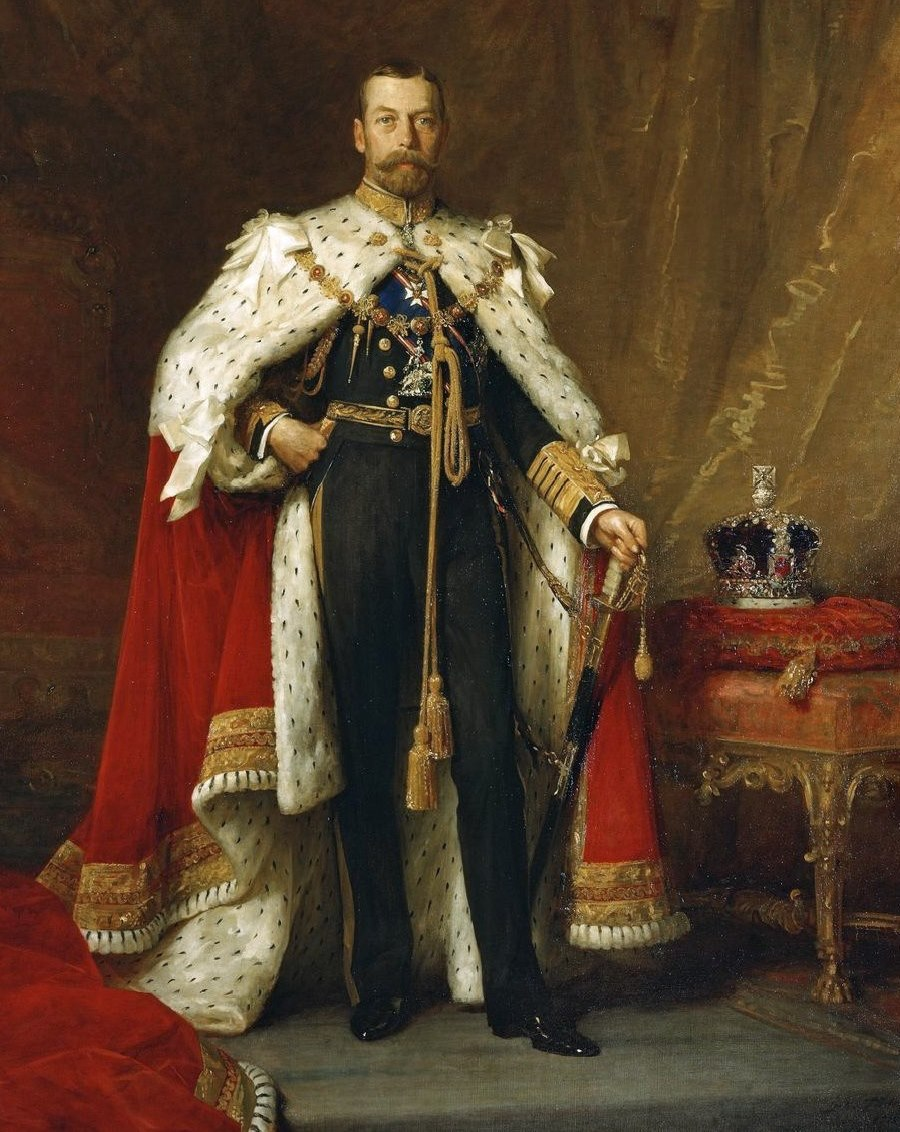
Jiří V. (* 3. června)

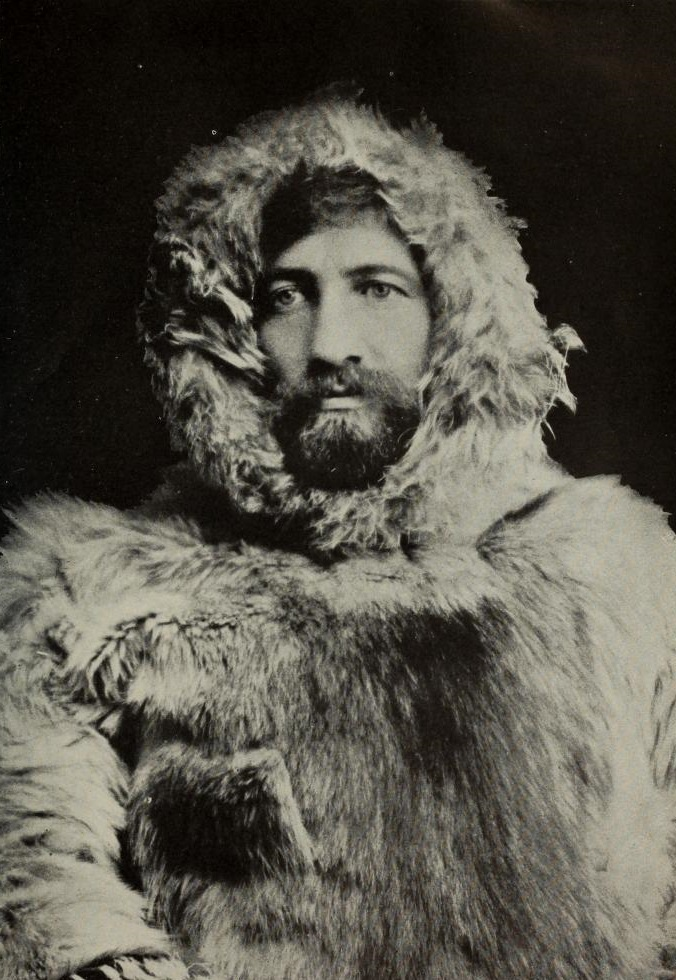
Frederick Cook (* 10. června)

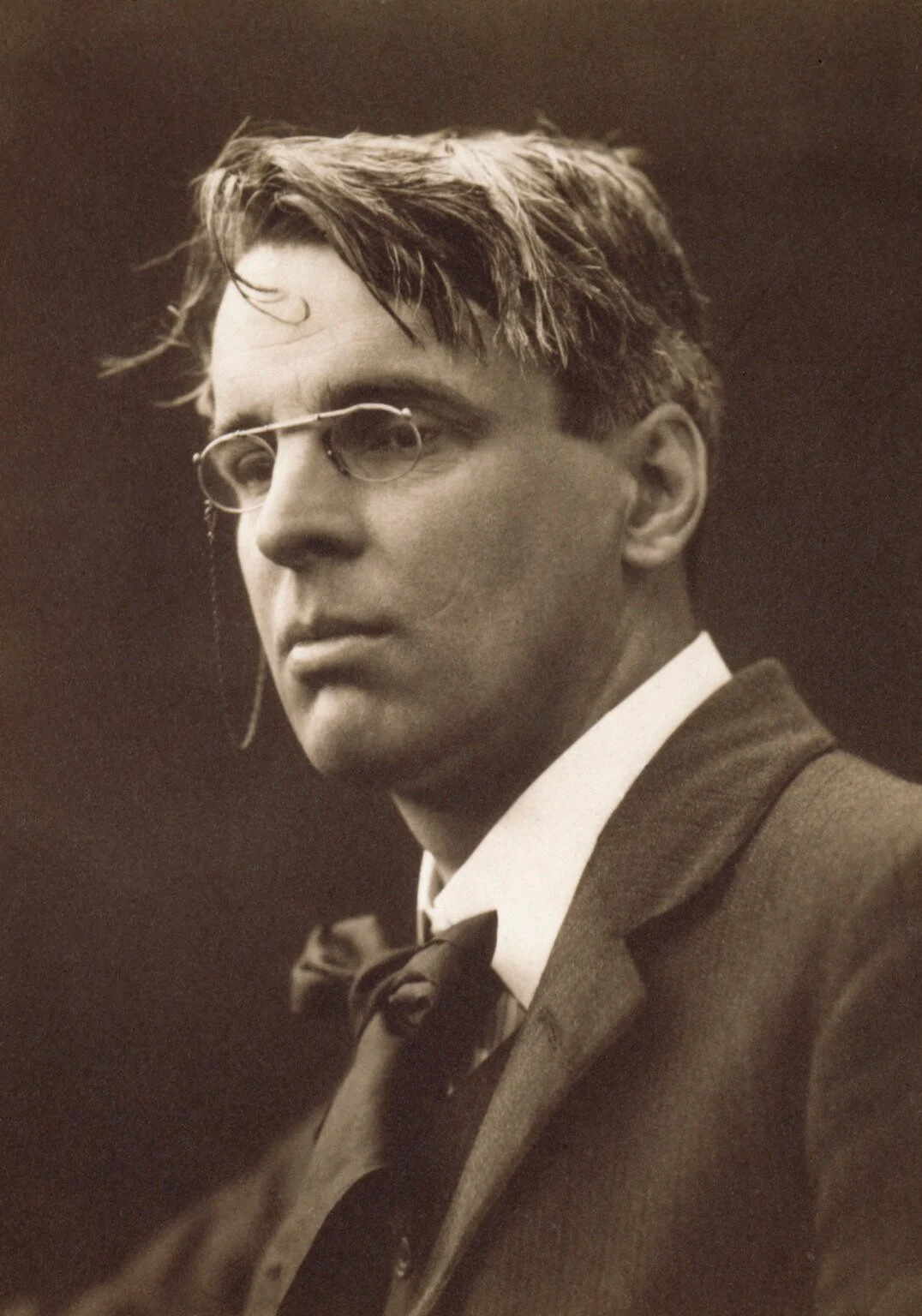
William Butler Yeats (* 13. června)

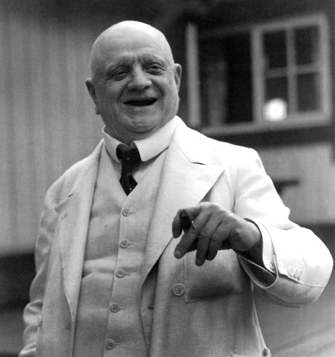
Jean Sibelius (* 8. prosince)

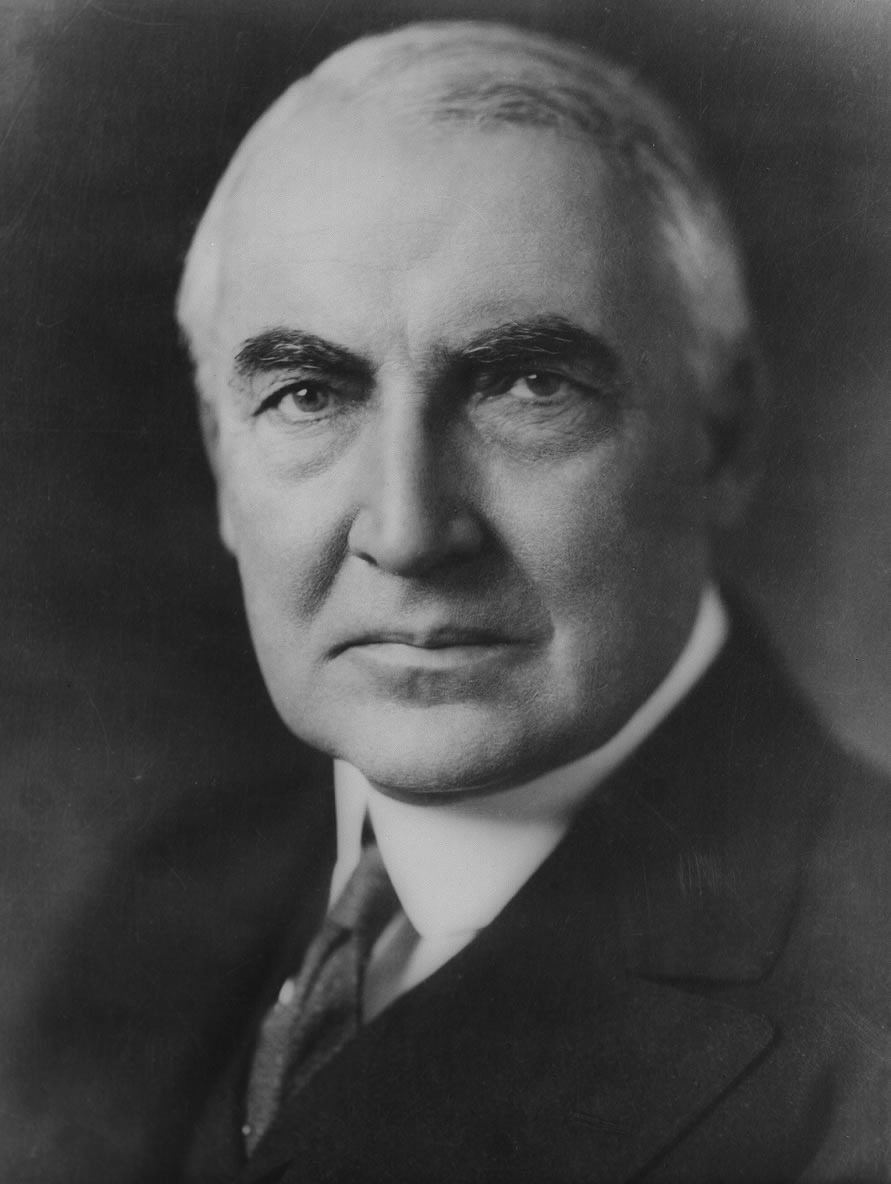
Warren G. Harding (* 2. listopadu)

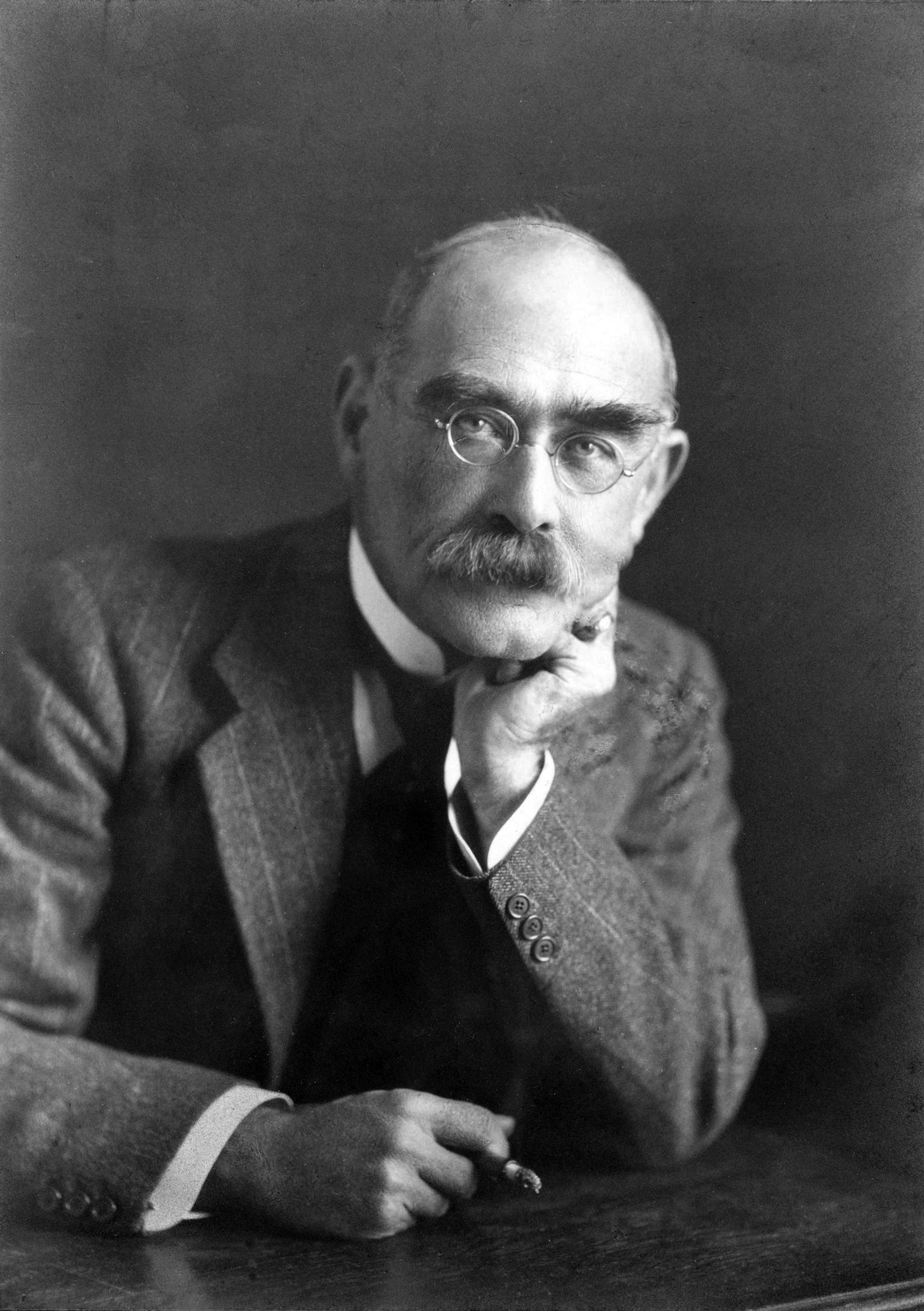
Rudyard Kipling (* 30. prosince)

- 6. ledna – Nikolaj Marr, gruzínský lingvista, archeolog a etnograf († 20. prosince 1934)
- 7. ledna – George Grantham Bain, americký fotograf († 20. dubna 1944)
- 19. ledna – Valentin Alexandrovič Serov, ruský malíř a grafik († 5. prosince 1911)
- 20. ledna
  - Fridrich Waldecko-Pyrmontský, poslední waldecko-pyrmontský kníže († 26. května 1946)
  - Yvette Guilbertová, francouzská zpěvačka a herečka († 4. února 1944)
- 21. ledna – Stanisława Samulowska, polská řeholnice, služebnice Boží († 6. prosince 1950)
- 27. ledna – Chuang Pin-chung, čínský malíř a historik umění († 25. března 1955)
- 9. února – Wilson Bentley, americký fotograf sněhových vloček († 23. prosince 1931)
- 17. února – Ernst Troeltsch, německý protestantský teolog a sociolog († 1. února 1923)
- 19. února – Sven Hedin, švédský topograf, cestovatel a fotograf († 26. listopadu 1952)
- 24. února – Carl Isidor Cori, rakouský zoolog a rektor pražské Německé univerzity († 31. srpna 1954)
- 25. února – Andranik Ozanian, arménský generál, národní hrdina († 31. srpna 1927)
- 28. února – Arthur Symons, britský básník († 22. ledna 1945)
- 10. března – Julian Nowak, polský lékař a politik († 7. listopadu 1946)
- 17. března – Gabriel Narutowicz, první prezident druhé polské republiky († 16. prosince 1922)
- 25. března – Alexej von Jawlensky, ruský malíř († 15. března 1941)
- 29. března – Antoni Listowski, polský generál († 13. září 1927)
- 1. dubna – Richard Adolf Zsigmondy, rakouský chemik († 24. září 1929)
- 9. dubna
  - Charles Proteus Steinmetz, německo-americký matematik a elektroinženýr († 26. října 1923)
  - Erich Ludendorff, německý generál a politik († 20. prosince 1937)
- 11. dubna – Mary White Ovingtonová, americká sufražetka († 9. června 1951)
- 15. dubna – Olga Boznańska, polská malířka († 26. října 1940)
- 17. dubna – Urszula Ledóchowska, polská šlechtična, katolická světice († 29. května 1939)
- 18. dubna – Johanna Loisingerová, rakouská operní zpěvačka (soprán) a klavírní virtuoska († 20. července 1951)
- 21. dubna – Ota František Josef, rakouský arcivévoda († 1. listopadu 1906)
- 26. dubna – Akseli Gallen-Kallela, finský malíř a designér († 7. března 1931)
- 27. dubna – Ernest Weekley, britský filolog († 7. května 1954)
- 30. dubna – Max Nettlau, německý anarchista, historik a lingvista († 23. července 1944)
- 8. května – Max Hussarek von Heinlein, předseda vlády Předlitavska († 6. března 1935)
- 25. května
  - Fridrich August III. Saský, poslední saský král z rodu Wettinů († 18. února 1932)
  - John Mott, ředitel YMCA a WSCF, nositel Nobelovy cenu za mír († 31. ledna 1955)
  - Pieter Zeeman, nizozemský fyzik († 9. října 1943)
- 26. května – Robert William Chambers, americký malíř a spisovatel († 16. prosince 1933)
- 3. června – Jiří V., král Spojeného království Velké Británie a Irska († 20. ledna 1936)
- 5. června – Heinrich Kadich vom Pferd, genealog a heraldik († 25. února 1918)
- 6. června – Karl Blossfeldt, německý fotograf a sochař († 9. prosince 1932)
- 9. června
  - Albéric Magnard, francouzský hudební skladatel († 3. září 1914)
  - Carl Nielsen, dánský dirigent, houslista a skladatel († 3. října 1931)
- 10. června – Frederick Cook, americký polárník († 5. srpna 1940)
- 11. června – John William Madden, skotský fotbalista († 17. dubna 1948)
- 12. června – Anders Beer Wilse, norský fotograf († 21. února 1949)
- 13. června – William Butler Yeats, irský básník a dramatik († 28. ledna 1939)
- 19. června – Alfred Hugenberg, německý nacionalistický politik († 12. března 1951)
- 21. června – Otto Frank, německý lékař a fyziolog († 12. listopadu 1944)
- 26. července
  - Philipp Scheidemann, německý říšský kancléř († 29. listopadu 1939)
  - Pēteris Stučka, lotyšský spisovatel, právník a politik († 25. ledna 1932)
  - Marie Bádenská, poslední anhaltská vévodkyně († 29. listopadu 1939)
- 29. července – Andrej Šeptyckyj, hlava ukrajinské řeckokatolické církve († 1. listopadu 1944)
- 10. srpna – Alexandr Glazunov, ruský hudební skladatel († 21. března 1936)
- 14. srpna – Dmitrij Sergejevič Merežkovskij, ruský básník, kritik a spisovatel († 9. prosince 1941)
- 18. srpna – Rudolf König, rakouský obchodník, amatérský astronom († 30. ledna 1927)
- 24. srpna – Ferdinand I. Rumunský, rumunský král († 20. července 1927)
- 27. srpna
  - James Henry Breasted, americký archeolog, egyptolog a historik († 2. prosince 1935)
  - Charles Gates Dawes, americký politik a bankéř († 23. dubna 1951)
- 8. září – Abraham Isaac Kook, židovský myslitel († 1. září 1935)
- 11. září – Jánis Pliekšāns (Rainis), lotyšský básník, dramatik a politik († 12. září 1929)
- 15. září – Hendrik Bulthuis, nizozemský spisovatel, esperantista († 27. dubna 1945)
- 19. září – Frank Eugene, americký malíř a fotograf († 16. prosince 1936)
- 23. září
  - Suzanne Valadonová, francouzská malířka a sochařka († 19. dubna 1938)
  - Emmuska Orczy, anglická spisovatelka († 12. listopadu 1947)
- 28. září – Amélie Orleánská, portugalská královna († 25. října 1951)
- 1. října
  - Paul Dukas, francouzský hudební skladatel († 17. května 1935)
  - Ernst Gotthilf, rakouský architekt († 17. září 1950)
- 5. října – Édouard Chavannes, francouzský sinolog († 29. ledna 1918)
- 9. října – Maud Watsonová, anglická tenistka († 5. června 1946)
- 12. října – Arthur Harden, britský biochemik († 17. června 1940)
- 17. října – Lucjan Żeligowski, polský generál († 9. června 1947)
- 22. října – Kristjan Raud, estonský malíř († 19. května 1943)
- 23. října – Rašíd Ridá, islámský reformátor († 22. července 1935)
- 28. října – Arthur Wharton, anglický fotbalista († 13. prosince 1930)
- 1. listopadu
  - Arthur Drews, německý filosof a spisovatel († 19. července 1935)
  - Karl Troll, rakouský architekt († 30. prosince 1954)
- 2. listopadu – Warren G. Harding, 29. prezident Spojených států amerických († 2. srpna 1923)
- 12. listopadu – Into Konrad Inha, finský fotograf a spisovatel († 3. dubna 1930)
- 27. listopadu – Janez Evangelist Krek, slovinský politik a spisovatel († 8. října 1917)
- 8. prosince
  - Rüdiger von der Goltz, německý generál († 4. listopadu 1946)
  - Jacques Hadamard, francouzský matematik († 17. října 1963)
  - Jean Sibelius, finský hudební skladatel († 20. září 1957)
- 10. prosince – René de Knyff, francouzský automobilový závodník († 1954)
- 17. prosince – Max Julius Coudenhove, rakouský politik a diplomat († 3. července 1928)
- 24. prosince – Amélie Bavorská, bavorská princezna († 26. května 1912)
- 30. prosince – Rudyard Kipling, britský spisovatel († 18. ledna 1936)
- ? – Hirose Heidžiró, profesionální japonský hráč Go († 1940)
- ? – Karel Lwanga, ugandský katolický světec († 3. června 1886)

## Úmrtí

### Česko

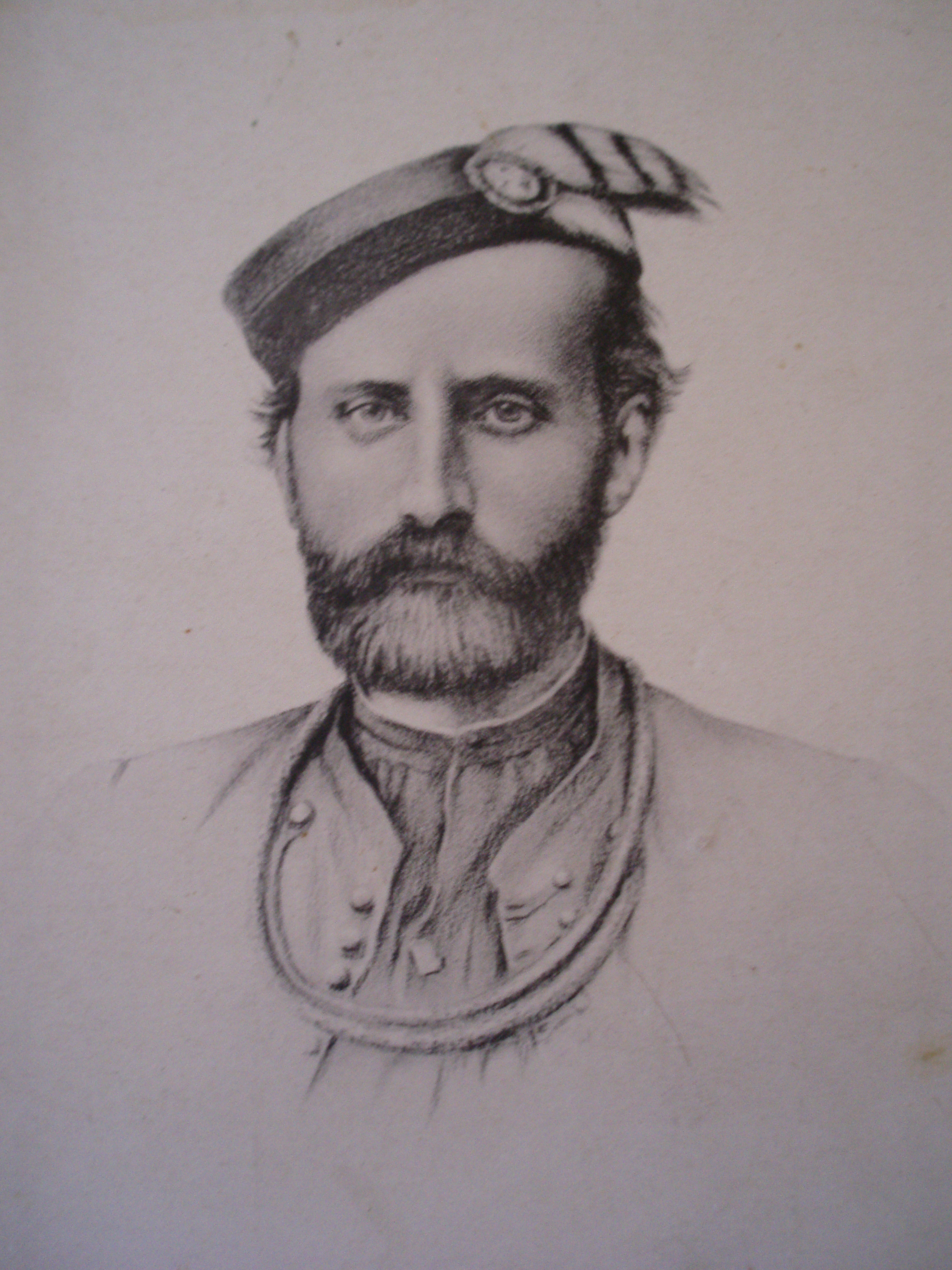
Jindřich Fügner († 15. listopadu)

- 23. ledna – Antonín Vojtěch Hnojek, kněz, národní buditel a spisovatel (* 5. prosince 1799)
- 17. února – František Jaroslav Kubíček, teolog, filozof, redaktor a spisovatel (* 14. září 1838)
- 15. dubna – Jan Nepomuk Kaňka, hudební skladatel a právník (* 10. listopadu 1772)
- 21. dubna – Josef Matěj Navrátil, malíř (* 17. února 1798)
- 26. dubna – Augustin Bartoloměj Hille, litoměřický biskup (* 2. prosince 1786)
- 12. května – Julius Theodor Gruss, malíř (* 22. září 1825)
- 15. května – Ignaz Beidtel, moravsko-slezský dějepisec a právník (* 15. ledna 1783)
- 30. července – Andreas von Baumgartner, česko-rakouský fyzik a pedagog (* 23. listopadu 1793)
- 12. srpna – Rudolf Mayer, básník (* 13. října 1837)
- 28. září – Adolf Maria Pinkas, politik (* 27. ledna 1800)
- 8. října – Heinrich Wilhelm Ernst, houslista (* 8. června 1812)
- 15. listopadu – Jindřich Fügner, spoluzakladatel Sokola (* 12. září 1822)
- 23. listopadu – Josef Leopold Zvonař, hudební skladatel, teoretik a pedagog (* 22. ledna 1824)

### Svět

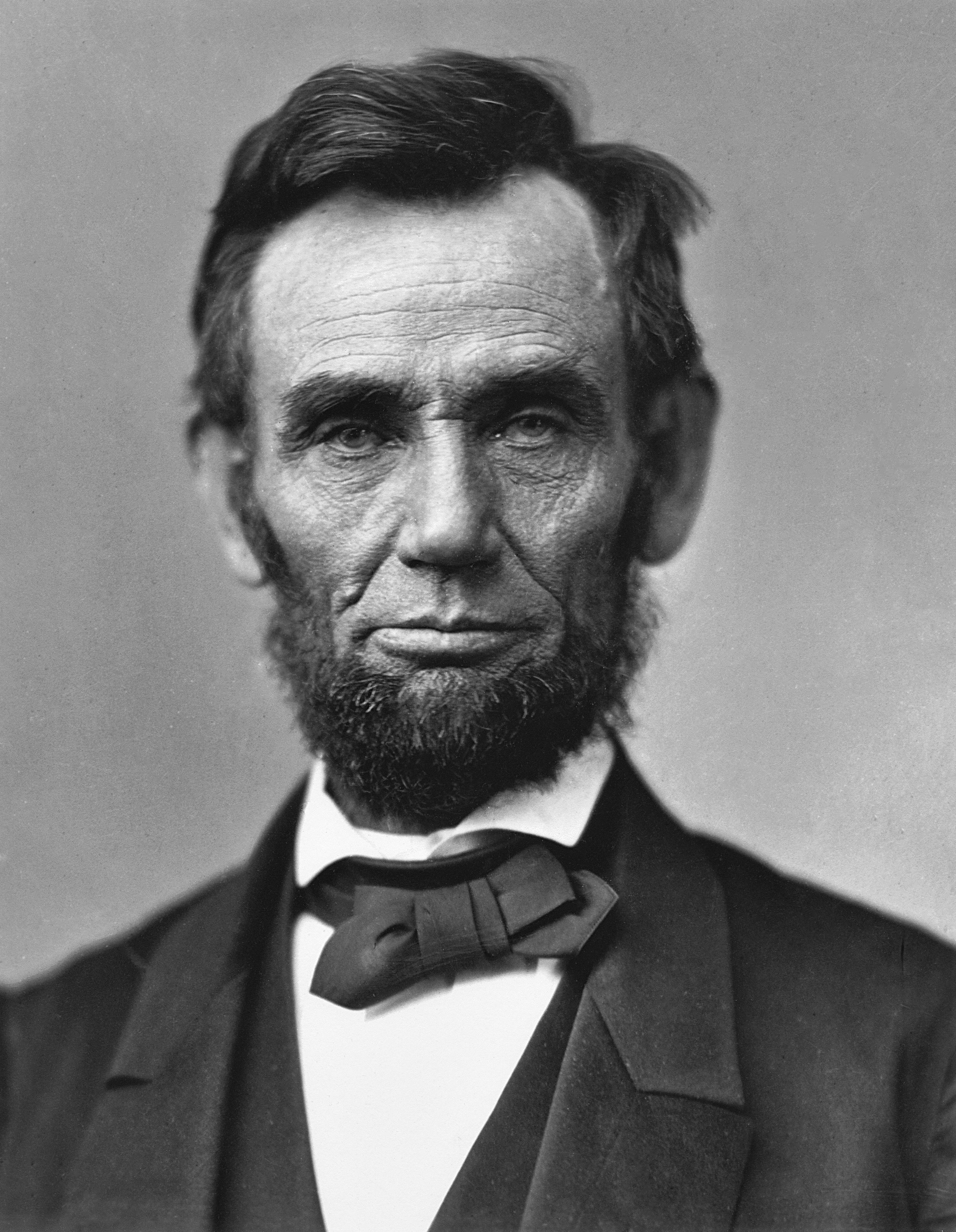
Abraham Lincoln († 15. dubna)

- 3. ledna – Marie Ferdinanda Saská, velkovévodkyně toskánská (* 27. dubna 1796)
- 19. ledna
  - Clementina Hawarden, britská portrétní fotografka (* 1. června 1822)
  - Pierre-Joseph Proudhon, raně socialistický myslitel (* 15. ledna 1809)
- 9. února – Levi Hill, vynálezce barevné fotografie (* 26. února 1816)
- 10. února – Heinrich Lenz, německý fyzik (* 12. února 1804)
- 16. února – Tadeusz Wolański, polský archeolog (* 17. října 1785)
- 20. února – Louis Dietsch, francouzský skladatel a dirigent (* 1808)
- 1. března – Anna Pavlovna Ruská, nizozemská královna (* 7. ledna 1795)
- 18. března – Isaak Noah Mannheimer, dánský a rakouský židovský reformátor, rabín a politik (* 17. října 1793)
- 25. března – Feliks Paweł Jarocki, polský zoolog a entomolog (* 14. ledna 1790)
- 30. března – Alexander Duchnovič, rusínský národní buditel (* 24. dubna 1803)
- 7. dubna – Karel František z Lichtenštejna, rakouský šlechtic a generál (* 23. října 1790)
- 10. dubna – Šokan Valichanov, kazašský etnograf, historik, cestovatel a geograf (* 1835)
- 13. dubna – Achille Valenciennes, francouzský zoolog, parazitolog a ichtyolog (* 9. srpna 1794)
- 14. dubna – Rafael Carrera y Turcios guatemalský prezident (* 24. října 1814)
- 15. dubna – Abraham Lincoln, prezident USA (* 12. února 1809)
- 16. dubna – Anna Hesensko-Darmstadtská, meklenbursko-zvěřínská velkovévodkyně (* 25. května 1843)
- 19. dubna – Harriet Howardová, milenka a mecenáška pozdějšího císaře Napoleona III. (* 13. srpna 1823)
- 24. dubna – Nikolaj Alexandrovič Romanov, ruský velkokníže (* 20. září 1843)
- 26. dubna – John Wilkes Booth, americký herec, vrah prezidenta Lincolna (* 10. května 1838)
- 30. dubna – Robert FitzRoy, britský mořeplavec, meteorolog a politik (* 5. července 1805)
- 21. května – Christian Jürgensen Thomsen, dánský archeolog (* 29. prosince 1788)
- 14. června – Benjamin Gompertz, anglický matematik (* 5. března 1779)
- 18. června – Gaspard-Pierre-Gustave Joly, francouzský obchodník a fotograf (* 5. února 1798)
- 22. června – Ángel de Saavedra, španělský básník, dramatik a politik (* 10. března 1791)
- 6. července – Žofie Vilemína Švédská, švédská princezna, bádenská velkovévodkyně (* 21. května 1801)
- 13. srpna – Ignác Filip Semmelweis, maďarský lékař, zachránce matek (* 1. července 1818)
- 15. srpna – Joseph Daniel Böhm, rakouský sochař (* 16. března 1794)
- 26. srpna – Johann Franz Encke, německý astronom (* 23. září 1781)
- 27. srpna – Friedrich Emanuel von Hurter, švýcarsko-rakouský historik (* 19. března 1787)
- 2. září – William Rowan Hamilton , Irský matematik, fyzik a astronom (* 4. srpna 1805)
- 18. října – Henry Temple, britský státník (* 20. října 1784)
- 10. listopadu – André Dupin, francouzský právník a teolog (* 1. února 1783)
- 12. listopadu – Elizabeth Gaskellová, anglická spisovatelka (* 29. září 1810)
- 23. listopadu – Juraj Tvrdý, slovenský kněz, národní buditel (* 5. července 1780)
- 4. prosince – Blahoslavený Adolph Kolping, německý katolický kněz a sociální reformátor (* 8. prosince 1813)
- 10. prosince – Leopold I. Belgický, první belgický král (* 16. prosince 1790)
- ? – Nalandil Hanımefendi, čtrnáctá manželka osmanského sultána Abdulmecida I. (* 1829)

## Hlavy států
- Papež – Pius IX. (1846–1878)

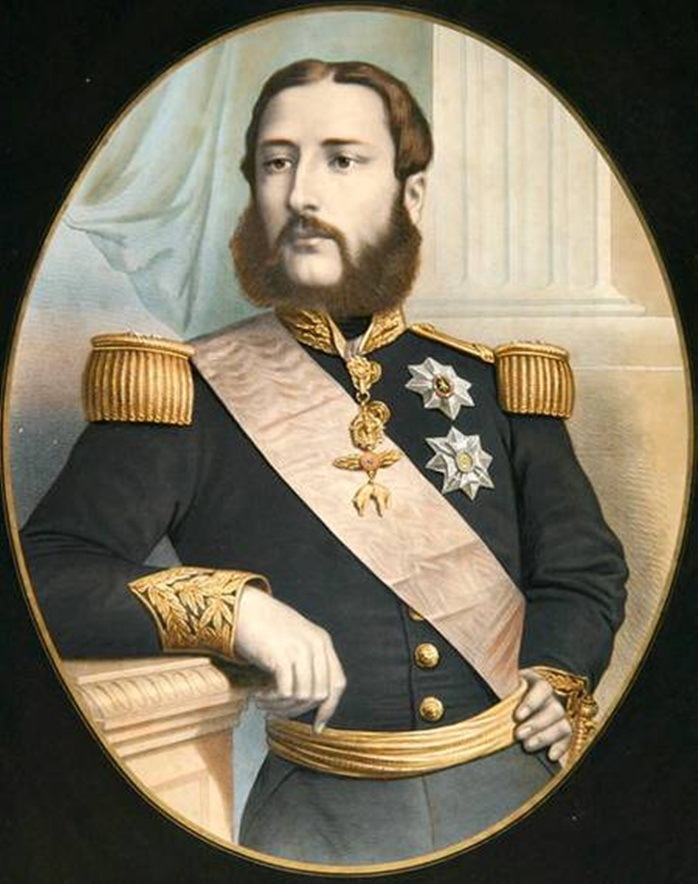
V roce 1865 na belgický trůn nastoupil Leopold II.

- Království Velké Británie – Viktorie (1837–1901)
- Francie – Napoleon III. (1852–1870)
- Uherské království – František Josef I. (1848–1916)
- Rakouské císařství – František Josef I. (1848–1916)
- Rusko – Alexandr II. (1855–1881)
- Prusko – Vilém I. (1861–1888)
- Bavorsko – Ludvík II. (1864–1886)
- Dánsko – Kristián IX. (1863–1906)
- Švédsko – Karel XV. (1859–1872)
- Belgie – Leopold I. Belgický (1831–1865) / Leopold II. Belgický (1865–1909)
- Nizozemsko – Vilém III. Nizozemský (1849–1890)
- Řecko – Jiří I. Řecký (1863–1913)
- Španělsko – Isabela II. Španělská (1830–1870)
- Portugalsko – Ludvík I. Portugalský (1861–1889)
- Itálie – Viktor Emanuel II. (1861–1878)
- Rumunsko – Alexandr Ioan Cuza (1859–1866)
- Osmanská říše – Abdulaziz (1861–1876)
- USA – Abraham Lincoln (1861–1865) / Andrew Johnson (1865–1869)
- Japonsko – Kómei (1846–1867)